# 아나스타시오 소모사 데바일레
아나스타시오 "타치토" 소모사 데바일레(스페인어: Anastasio "Tachito" Somoza Debayle, 문화어: 아나스따씨오 쏘모사, 1925년 12월 5일 ~ 1980년 9월 17일)는 니카라과의 정치인으로 아버지와 형에 이어 1960년대와 1970년대에 대통령을 지내며 독재 정치를 펼쳤다.
레온에서 아나스타시오 소모사 가르시아의 둘째 아들로 태어났다. 미국에 유학하여 미국 육군사관학교를 수료했다. 니카라과로 돌아온 후 대통령으로 재직중인 부친은 그를 군 고위직으로 임명했다. 미국 출신의 사촌인 호프 포르토카레로와 결혼했다.
1956년 부친이 암살되고 형 루이스 소모사 데바일레가 대통령 자리에 오르자, 그는 정부에서 막강한 권력을 행사하며 측근들을 고위직에 앉히고 정적들을 제거했다. 1963년 루이스 소모사가 사임한 후 대통령은 소모사 가문의 측근들이 맡다가 루이스 소모사가 사망한 직후인 1967년 5월 1일 그가 대통령에 취임했다.
1972년 5월 임기가 끝나자 다시 소모사 가문의 측근들로 구성된 자유국민당의 군사위원회가 대통령직을 맡았고, 그는 방위군 대장으로 다시 취임하여 실질적인 국가 원수로 군림했다.
1972년 12월, 대지진이 수도 마나과를 강타하여 5,000명 가량이 사망하는 참사가 일어나자 계엄을 선포하고 국가 비상 위원회 위원장으로 오르며 권력을 강화했으며, 그 후 헌법을 개정하여 1974년 다시 대통령으로 선출되었다. 그는 인권 탄압·반대파 축출 등 독재 정치를 펼치고 개인적인 이권을 챙겨 국내외의 비난을 받았으며, 산디니스타 민족해방전선의 저항 운동이 격화되었다.
오랫동안 소모사 정권을 지원했던 미국도 지원을 철회하는 등 국제 여론이 악화되자 1979년 7월 결국 대통령직을 사임하고 미국 마이애미로 탈출하였다.
지미 카터 대통령이 그의 망명을 불허하자, 알프레도 스트로에스네르 대통령이 통치하는 파라과이로 망명지를 옮겼다. 1980년 아순시온의 망명지 근처에서 아르헨티나 게릴라 대원이 이끄는 산디니스타 기습부대 단원들에게 처형당했다. 그는 현재 미국 마이애미의 소모사 가족묘지에 묻혀 있다.

## 역대 선거 결과
| 선거명      | 직책명          | 대수 | 정당            | 득표율 | 득표수    | 결과 | 당락 |
| ----------- | --------------- | ---- | --------------- | ------ | --------- | ---- | ---- |
| 1967년 선거 | 니카라과 대통령 | 49대 | 민족주의 자유당 | 70.30% | 380,162표 | 1위  |      |
| 1974년 선거 | 니카라과 대통령 | 51대 | 민족주의 자유당 | 91.71% | 733,662표 | 1위  |      |

| 전임 로렌소 게레로 | 니카라과의 대통령 1967년 ~ 1972년 | 후임 자유보수 군사위위원회 |

| 전임 자유보수 군사위원회 | 니카라과의 대통령 1974년 ~ 1979년 | 후임 프란시스코 우르쿠요 |

## 같이 보기
- 니카라과 혁명